# Víctor Li-Carrillo Chía
Víctor Guillermo Li Carrillo Chía (Chincha, 26 de octubre de 1929 - 1988) fue un filósofo peruano.

## Biografía
Cursó estudios en la Universidad Nacional Mayor de San Marcos, luego en Francia (1951-1954) y Alemania (1954-1958). En estos viajes conoció a Victor Moritz Goldschmidt y a Martin Heidegger, entre otras personalidades de la filosofía y la cultura mundial. En esta primera parte de su vida sus intereses filosóficos estaban centrados en la filosofía griega antigua y el lenguaje, además de estar fuertemente influenciado por el pensamiento de Heidegger, a quien reconoce como maestro. De esta primera parte de su vida se destacan dos de sus obras más importantes: Platón, Hermógenes y el lenguaje y Las definiciones del sofista.
En la segunda parte de su pensamiento (1966-1988) sus intereses temáticos fueron la lingüística, las matemáticas y la filosofía de la ciencia. El impulso central para el cambio en sus temas de investigación será el estructuralismo en general y La arqueología del saber de Michel Foucault en particular, además del abordar el problema del humanismo que había propuesto Sartre, frente al cual tomara una postura independiente.
Su labor docente la desarrolló en la Universidad Nacional Mayor de San Marcos en distintos periodos, también en la Universidad Central de Venezuela y la Universidad Simón Bolívar.
Entre sus maestros y amigos cercanos encontramos personalidades como Augusto Salazar Bondy, Mariano Iberico, Francisco Miro Quesada Cantuarias, Jorge Puccinelli Converso, Rafael Gutiérrez Girardot, Ernesto Mayz Vallenilla, German Berrios, Heribert Boeder y Alejandro Rossi.
En 1973 fundó el Centro de Estudios Filosóficos Peruano, que publicó la revista Aporía entre 1979 y 1984, y de la cual participaron Oscar Marañón Ventura, Reynaldo Rodríguez Apolinario, Martha Zolezzi, Magdalena Vexler.

## Publicaciones
- Platón, Hermogenes y el lenguaje. Universidad Nacional Mayor de San Marcos. Lima. 1959
- Las definiciones del Sofista. Universidad Nacional Mayor de San Marcos. Lima. 1996 (Escrita en 1958)
- Estructuralismo y antihumanismo. Cuadernos del Instituto de Filosofía Andrés Bello. Universidad Central de Venezuela. Caracas 1968.
- El estructuralismo y el pensamiento contemporáneo. Lima 1986
- La enseñanza de la filosofía. Fondo Editorial Universidad Inca Garcilaso de la Vega - Instituto Raúl Porras Barrenechea. Lima 2008.